# Nyceryx draudti
Nyceryx draudti är en fjärilsart som beskrevs av Gehlen. 1926. Nyceryx draudti ingår i släktet Nyceryx och familjen svärmare. Inga underarter finns listade i Catalogue of Life.